# Magnetarmband
Magnetarmband är en produkt som marknadsförs som en hälsoprodukt men Edzard Ernst, världens första professor inom alternativmedicin, med flera, har utmålat armbanden som rent kvacksalveri. Bandet påstås hjälpa mot de flesta typer av värk och sägs enligt förespråkarna vara särskilt effektivt för lindring av artros.